# Warbah (illa)
L'illa de Warbah (àrab: جزيرة وربة, Jazīrat Warba) és una illa deshabitada pertanyent a Kuwait. Està situada al golf Pèrsic, prop de la desembocadura del riu Eufrates.
L'illa no té habitants permanents, tot i que el govern hi manté un centre de guardacostes, anomenat M-1, que està parcialment finançat per les Nacions Unides.
L'illa forma part del Parc Marí Mubarak El Kabir, que és una zona humida d'importància internacional en virtut de la Conveni de Ramsar.

## Descripció
Es troba a uns 100 metres a l'est de la part continental de Kuwait, 1,5 quilòmetres al nord de l'illa de Bubiyan i a 1 quilòmetre al sud de la costa iraquiana. Té aproximadament 15 quilòmetres de llarg per 5 quilòmetres d'amplada, i una superfície total de 37 km². El seu punt més alt es troba a uns 3 metres sobre el nivell del mar. Com les illes veïnes, és una illa de delta de baixa alçada, pantanosa a les parts nord i sud-oest i limitada al nord i a l'oest per un banc de sorra.

## Història
El 1913 la Gran Bretanya i l'Imperi Otomà van signar un acord que reconeixia Kuwait com a regió autònoma de l'Imperi Otomà i transferia les illes de Warbah i Bubiyan a Kuwait. Les illes de Bubiyan i Warbah, que dominen els passos de la base naval iraquiana d'Umm Qasr, únic port d'aigües profundes de l'Iraq, i la punta del jaciment petrolier de Rumaila, han estat objecte de reivindicacions iraquianes.

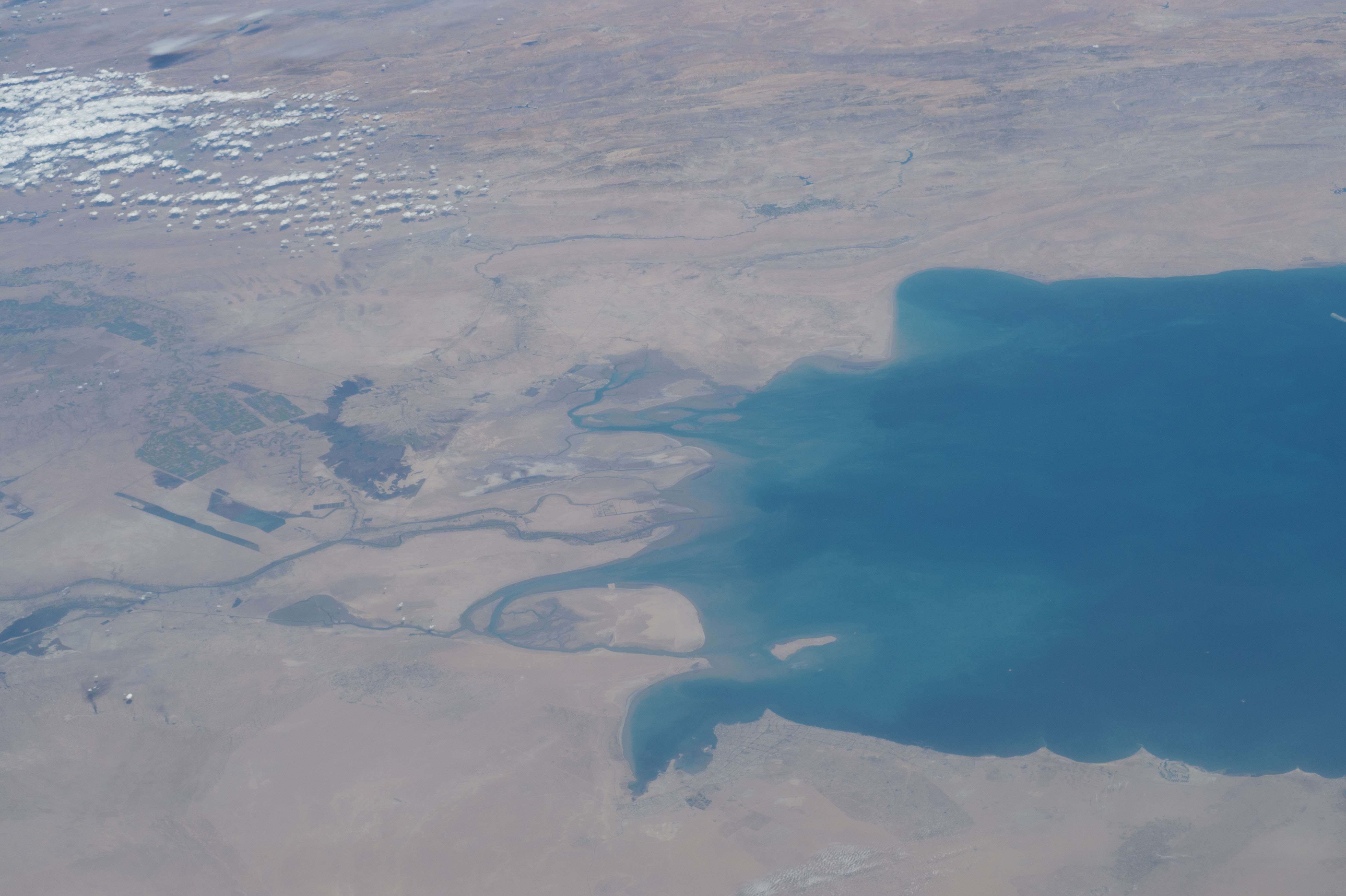
Les illes de Warbah i Bubiyan al Golf Pèrsic.

El 4 d'octubre de 1963, l'Iraq i Kuwait van signar un protocol que confirmava la frontera entre els dos estats establerta el 1932, inclosa la confirmació de la propietat de Kuwait de les illes costaneres de Warbah i Bubiyan. L'Iraq va insistir el 1973 en la cessió d'aquestes dues illes. El 20 de març de 1973 es va produir un enfrontament armat entre les tropes iraquianes i kuwaitíes a Al-Samita, prop de la frontera amb Kuwait. El 1975, l'Iraq va proposar la cessió l'illa de Warba i arrendar la meitat de l'illa de Bubiyan durant 99 anys.
Com les altres illes de Kuwait, Warbah va ser ocupada durant la invasió iraquiana i alliberada durant la Guerra del Golf. El novembre de 1994 l'Iraq va acceptar formalment la frontera demarcada per l'ONU amb Kuwait, que s'havia especificat en les resolucions del Consell de Seguretat 687 (1991), 773 (1993) i 833 (1993), i que van posar fi formalment a una reclamació anterior a l'illa de Warbah per part de l'Iraq.
A prop de l'illa a principis de desembre de 2002, abans de la invasió de l'Iraq, un vaixell iraquià va obrir foc contra dues patrulleres de la guàrdia costanera de Kuwait i va fer que xoquessin. Un militar nord-americà i dos guardacostes kuwaitians van resultar ferits en l'atac. No es va esmentar el motiu de la presència del militar nord-americà.